# Richard Lin
Richard Lin als Lin Show Yu (chinesisch 林壽宇; * 31. Januar 1933 in Taichung, Taiwan; † 2011) war ein britischer Maler und Bildhauer chinesischer Abstammung, der bekannt war für seine abstrakten Reliefs.

## Leben und Werk
Richard Lin wuchs in Taiwan, damals unter japanischer Herrschaft auf und besuchte von 1939 bis 1944 japanische Schulen. Von 1944 bis 1949 besuchte er Oberschulen in China. Im Jahr 1949 zog er nach Hongkong, wo er Englisch studierte. Im Jahr 1952 zog er nach England, wo er zuerst in Millfield, Somerset, dann von 1954 bis 1958 Kunst, Kunstgeschichte und Architektur am Regent Street Polytechnikum in London studierte. Im Jahr 1959 hatte er seine erste Einzelausstellung bei Gimpel Fils in London, wo er auch 1961 und 1964 wieder ausstellte.
Richard Lin arbeitete als Abstrakter Maler mit reliefartigen Bildern, die er aus Metall (meist Aluminium) auf Leinwand, oft in Kombination mit anderen Materialien im Sinne der Geometrischen Abstraktion und der Minimal Art erstellte.
Im Jahr 1963 wurde er Britischer Staatsbürger. Im Jahr 1964 wurden Arbeiten von ihm auf der documenta III in Kassel in der Abteilung Malerei/Relief gezeigt. 1965 bekam er einen Lehrauftrag am Ravensborne College of Art and Design. Im selben Jahr bekam er den Auftrag für ein Aluminium-Relief für die Campden Hill Towers in London. Ebenfalls 1965 hat er zwei Werke für das Passagierschiff Queen Elizabeth II der Cunard Line gefertigt.
Lin hatte Einzelausstellungen bei Marlborough Fine Arts 1966, 1970, 1974 und 1975. Er gewann den ersten Preis einer offenen Malerei-Ausstellung des Arts Council of Northern Ireland im Jahr 1966 und den William-Frew-Gedächtnis-Preis 1967 in Pittsburgh.
Im Jahr 1969 zog er nach Aberystwyth. Von 1981 bis 1988 lebte er für sieben Jahre in Taiwan, wo er 1985 den Großen Preis für Skulptur des Museums für schöne Künste in Taipeh gewann.